# Natacha Rambova
Natacha Rambova (Salt Lake City, Utah, EUA, 19 de janeiro de 1897 - Pasadena, Califórnia, EUA, 5 de junho de 1966) foi uma figurinista, diretora artística, roteirista, produtora e atriz do cinema mudo estadunidense. Grande parte de seus trabalhos foram com a atriz Alla Nazimova. Ela se tornou mais conhecida, porém, por seu casamento com o ator Rodolfo Valentino, sobre a carreira do qual ela exercia controle, criando, na época muitas controvérsias.

## Biografia

### Infância
Nascida Winifred KimBall Shaughnessy, era filha de Michael Shaughnessy, um católico irlandês que lutou pela União durante a Guerra Civil. Sua mãe, Winifred Kimball, apelidada "Muzzie", era neta do patriarca Mórmon Heber C. Kimball. Seu pai eventualmente tinha problemas com bebida alcóolica, e a mãe mudou-se para São Francisco. Muzzie teve 4 casamentos (Michael foi seu segundo marido), entre eles o milionário Richard Hudnut. Rambova foi adotada por seu padrasto, legalmente adquirindo o nome “Winifred Hudnut”.
Após o casamento com Hudnut, a mãe de Rambova casou com Edgar De Wolfe, irmão de Elsie De Wolfe, uma famosa desenhista de interiores. Com este casamento, houve uma ascensão social, mas o relacionamento com a filha era tenso. Rambova era rebelde, tinha problemas na escola, e Winifred a mandou para uma escola inglesa onde aprendeu ballet, francês, desenho e mitologia. Rambova foi uma criança rebelde, que gostava de fazer suas próprias escolhas, e posteriormente se tornou uma mulher independente, que gostava de ganhar seu próprio dinheiro.

### Ballet
Rambova estudava com Rosita Mauri no Paris Opéra durante o verão. Ela viajava frequentemente para Londres, para ver outros bailarinos, tais como Anna Pavlova, Nijinsky, e Theodore Kosloff. Quando começou a Primeira Guerra Mundial, voltou a São Francisco, onde sua mãe a incentivava ao ballet, e aí iniciou a carreira de bailarina.
Sua tia Teresa interveio, oferecendo-se para levar Rambova a Nova York, para estudar com Kosloff. Winifred, então com 17 anos, trocou seu nome para Natacha Rambova. Nessa época iniciou um tumultuado caso com Kosloff, então com 32 anos, e que tinha esposa e uma filha inválida na Europa. A mãe de Rambova abriu uma ação contra Kosloff acusando-o de estupro (Natacha era menor de idade) e de seqüestro, esperando que ele fosse deportado. Rambova, então, deixou Nova York, escondendo-se de sua mãe no Canadá, e posteriormente na Inglaterra. Quando esteve na Inglaterra, ela se fez de governanta da esposa e filha de Kosloff. Muzzie, querendo a volta da filha, retirou a ação.

### Figurinista
Rambova voltou aos Estados Unidos e participou da Kosloff Company. Além de dançar, começou a desenhar os modelos usados nos espetáculos. Após o término da tournée com Kosloff, contribuiu como desenhista de costumes para Cecil B. DeMille. Posteriormente, a russa Alla Nazimova lhe ofereceu uma posição na direção de arte e desenho de costumes de suas produções.
O trabalho de Rambova foi utilizado em 4 filmes de Cecil B. DeMille, incluindo Why Change Your Wife?, com Gloria Swanson e Thomas Meighan. Seu primeiro filme para Nazimova foi Billions, em 1920. Ela conheceu Rodolfo Valentino, seu futuro marido, no set de Uncharted Seas, em 1921. Seu trabalho em Camille é geralmente é citado como o melhor; ela utilizou o simbolismo (o vestido de Marguerite é drapeado com camélias) e muitos de seus trabalhos foram baseados no expressionismo alemão. Hans Poelzig e Emil-Jaques Ruhlmann serviram de inspiração para seus trabalhos nesse filme. Rambova também desenhava algumas de suas jóias. Seu próximo trabalho foi para o filme A Doll's House, e posteriormente Salomé, em (1923). Contribuiu também para o cenário de "Peter M. Winters".

### Casamento com Rodolfo Valentino
Durante o casamento com Rodolfo Valentino, Rambova foi constantemente criticada pelo controle que exercia sobre a carreira dele. Valentino era uma pessoa submissa, e não gostava de lidar com finanças e negócios.
Quando Valentino trabalhou em Blood and Sand (1922), Rambova teve várias intromissões durante a filmagem, causando atritos entre ele e o diretor, encorajando-o a exigir que a locação fosse feita na Espanha. Tal exigência foi adiada, com a promessa de que o próximo filme fosse The Spanish Cavalier, na Espanha.
Quando surgiu o escândalo da bigamia (Valentino ainda era casado com Jean Acker), houve a separação forçada do casal, e eles continaram trabalhando (separadamente) na produção de Mathis, “The Young Rajah”. Fragmentos deste filme ainda existem, tendo sido redescobertos em 2005. O filme não superou as expectativas e não teve uma boa performance financeira. Valentino colocou a culpa da falta de lucratividade do filme em sua separação de Rambova.
No final de 1922, Valentino conhece George Ullman, que viria a ser seu empresário. Ullman havia trabalhado com a “Mineralava Beauty Clay Company”, e os convenceu, a ele e a Rambova, que Valentino era perfeito para ser orador, graças a sua legião de fãs. A tour foi um grande sucesso, com Valentino e Rambova fazendo performances em 88 cidades nos EUA e Canadá.
Rambova continuou, durante os vários filmes de Valentino, a exercer controle sobre ele e fazer intromissões em sua carreira. O filme “Monsieur Beaucaire”, onde Valentino interpretava o Duke de Chartres, ficou ruim e a audiência americana achou "afeminado". A falha do filme, controlado por Rambova, é considerada a prova para Valentino bani-la de seus sets.
Muitos amigos de Valentino não gostavam de Rambova e seu controle sobre o amigo. Durante seu relacionamento com Rambova, Valentino perdeu muitos amigos e sócios em negócios - incluindo June Mathis. Mais ao fim do casamento, Rambova foi banida dos sets de Valentino contratualmente. Divorciaram-se em 1925, amargamente, com Valentino não dando um dólar seu a Rambova.

### Carreira de atriz
Rambova trabalhou em What Price Beauty?que ela escreveu e produziu. Nita Naldi estrelou, e um pequeno papel teve Myrna Loy em sua primeira atuação.
Após o divórcio de Valentino, Rambova produziu e estrelou o filme Do Clothes Make the Woman?/ When Love Grows Cold. Muito desse filme se perdeu, apenas alguns fragmentos do trailer promocional foram recuperados.
Após a morte de Valentino, Rambova estrelou uma temporada no teatro da Broadway. Escreveu um trabalho intitulado All that Glitters, que supostamente descrevia detalhes de seu tempo com Valentino.

### Casamento com Alvaro de Urzaiz
Após o divórcio de Valentino, Rambova abrira um ateliê de alta-costura na Quinta Avenida em 1927, mas o fechou após conhecer seu segundo marido, em 1934. Rambova conheceu Alvaro de Urzaiz em uma viagem à Europa, em 1934. Urzaiz era um aristocrata espanhol educado na Inglaterra, fisicamente parecido com Valentino. Rambova foi com ele para a Ilha de Maiorca. Quando a Guerra Civil Espanhola começou, Urzaiz foi um partidário de Franco, tornando-se um comandante naval.
Após o segundo divórcio, Rambova foi para a França, onde ficou até a invasão nazista, retornando, então, a Nova York.

### Carreira posterior
Durante os anos 40, interessou-se por metafísica, na Bollingen Foundation, e passou a acreditar em uma encarnação passada no Egito. Publicou vários artigos de astrologia nesa época. Eventualmente, ajudou a decifrar antigas inscrições em tumbas egípcias, publicando-as sob o título "Egyptian Texts and Religious Representations". Acreditava em reencarnação e seguia a doutrina de Madame Blavatsky e George Gurdjieff.
Rambova sofreu um ataque cardíaco aos 69 anos, em junho de 1966, em Pasadena, California. Seu corpo foi cremado e suas cinzas espalhadas no Arizona. Sua coleção de antiguidades egípcias foi doada para o "Utah Museum of Fine Arts", e sua coleção de arte Nepali e Lamaística foi para o "Philadelphia Museum of Art".
Rambova foi interpretada por Yvette Mimieux no filme feito para a TV The Legend of Valentino (1975), por Michelle Phillips no filme de Ken Russell Valentino (1977) e por Alexandra Daddario na quinta temporada da série American Horror Story.

## Filmografia
- 1917 - The Woman God Forgot - figurino
- 1920 - Why Change Your Wife? - figurino
- 1920 - Something to Think About – direção de arte
- 1920 - Billions – direção de arte/ figurino
- 1921 - Forbidden Fruit - figurino
- 1921 - Camille – direção de arte/ figurino (não-creditada)
- 1921 - Aphrodite – direção de arte/ figurino (não terminado)
- 1922 - Beyond the Rocks – figurino de Valentino
- 1922 - The Young Rajah – figurino (não-creditada)
- 1923 - A Doll's House – direção de arte/ figurino
- 1923 - Salomé – direção de arte/ figurino/ roteiro (crédito de Peter M. Winters)
- 1924 - The Hooded Falcon – figurino/ decoração do set/ roteiro (não terminado)
- 1924 - Monsieur Beaucaire – figurino/ roteiro
- 1924 - A Sainted Devil – direção de arte/ figurino/ roteiro
- 1925 - What Price Beauty? – produção/ roteiro
- 1925 - When Love Grows Cold – atriz